# Prevoje pri Šentvidu
Prevoje pri Lukovici je večje naselje v Občini Lukovica. Zraslo je kot furmanska vas ob nekdanji cesti Dunaj - Trst, ki je raje ubrala pot prek rahlega prelaza (prevoja) na severni strani Krtinskega hriba kot po močvirnem svetu ob poplavni reki Radomlji. Od naselja Šentvid pri Lukovici, s katerim Prevoje delujejo kot nekakšen dvojček, ga loči potok Vrševnik. Prevoje so večje, imajo vrtec,več gostinskih lokalov,  Šentvid pa cerkev, kulturni dom, trgovino, pokopališče in nekdaj tudi šolo.

## Zgodovina in razvoj Prevoj
V kraju sta se rodila Jakob Zupan in narodni heroj Viktor Avbelj - Rudi. Tu je bila doma tudi mati kardinala lazarista Vinka Bokaliča Igliča.
Ob glavni cesti je monumentalni spomenik 35 padlim borcem v NOB - kamnita skulptura treh partizanskih stražarjev je delo kiparja Janeza Pirnata. Postavila sta ga občina Domžale in odbor ZB Prevoje leta 1966.

## Gospodarstvo in kmetijstvo
V kraju sta gostilni in vulkanizer.

## Opekarna
V Zaborštu, severno od Prevoj, je delovala opekarna, danes pa je v opuščenem glinokopu ribnik.

## Hokejski klub Prevoje
Hokej ima na Prevojah dolgo tradicijo, saj so pozimi zamrznili ribniki, ki omogočajo drsanje. 
Klub je uspešno nastopal v slovenski ligi. V sedemdesetih letih 20. stoletja so si naredili tudi drsališče, ki pa je bilo pod električnim daljnovodom in ni nikoli obratovalo.